# Houghton, Cambridgeshire
Houghton är en by i civil parish Houghton and Wyton, i distriktet Huntingdonshire, i grevskapet Cambridgeshire i England. Byn är belägen 21,1 km från Cambridge. Orten har 1 380 invånare (2015). Houghton var en civil parish fram till 1935 när blev den en del av Houghton and Wyton. Civil parish hade 321 invånare år 1931. Byn nämndes i Domedagsboken (Domesday Book) år 1086, och kallades då Hoctune.